# Rosporden
Rosporden é uma comuna francesa na região administrativa da Bretanha, no departamento Finisterra. Estende-se por uma área de 57,39 km². Em 2010 a comuna tinha 7 795 habitantes (densidade: 135,8 hab./km²).